# Carlo Gualterio

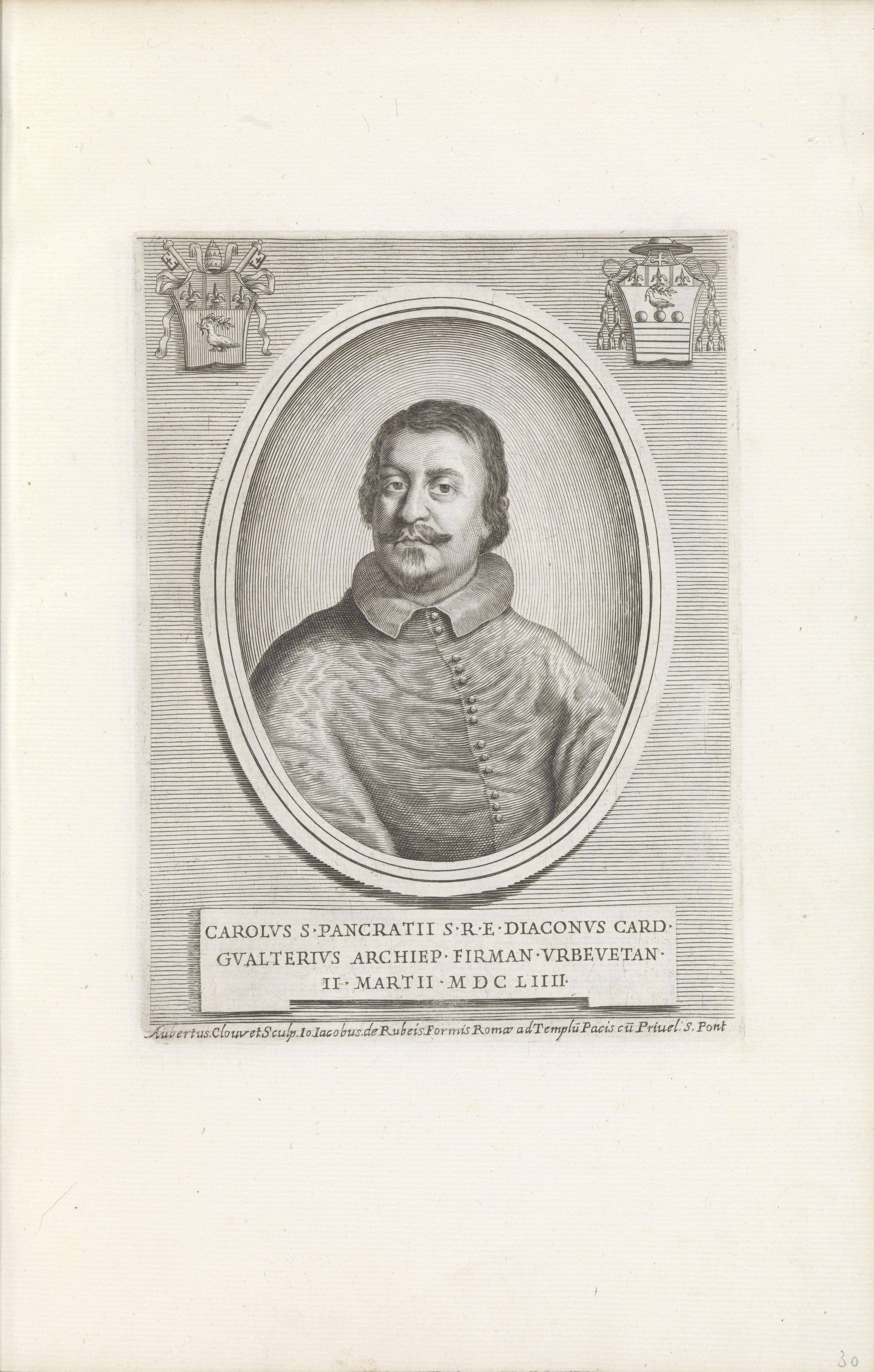
Carlo Kardinal Gualterio (Portraitstich von Albertus Clouwet, 1658)

Carlo Gualterio (* 1613 in Orvieto; † 1. Januar 1673 in Rom) war Erzbischof von Fermo und Kardinal der Römischen Kirche.

## Leben
Er studierte Jura und konnte somit Konsistorialanwalt werden. Später war er als Referendarius am Obersten Gerichtshof der Apostolischen Signatur tätig und leitete als Rektor die Universität La Sapienza in Rom.
Am 2. März 1654 nahm ihn Innozenz X. als Kardinaldiakon mit der pro hac vice zu Titeldiakonie erklärten Titelkirche San Pancrazio in das Kardinalskollegium auf.
Er wurde am 5. Oktober 1654 zum Erzbischof von Fermo ernannt. Als wahlberechtigter Kardinal nahm er am Konklave 1655 (Wahl von Alexander VII.) sowie am Konklave 1667 mit der Wahl von Clemens IX. teil. Am 14. November 1667 wechselte er auf die Titeldiakonie Sant’Angelo in Pescheria. Er trat am 30. April 1668 die Verwaltung des Erzbistums Fermo an seinen Neffen Giannotto Gualterio ab. In demselben Jahr wurde er Kardinaldiakon von Santa Maria in Cosmedin. Am 25. Dezember 1668 wurde er zum Kardinalpriester mit der Titelkirche Sant’Eusebio erhoben und nahm in der Folge am Konklave 1669–1670 teil, bei dem Clemens X. zum Papst gewählt wurde. Von 1672 bis 1673 verwaltete er als Kämmerer des Heiligen Kardinalskollegiums die Finanzen des Kardinalskollegiums.
Carlo Gualterio starb am 1. Januar 1673 im Alter von 69 Jahren in Rom an einem Schlaganfall. Er wurde nach Orvieto überführt und in der Gruft seiner Familie in der dortigen Kathedrale beigesetzt.

## Familie
Zu seinen Verwandten zählen Silvio Kardinal Antoniani und Sebastiano Gualterio, Bischof von Viterbo und Apostolischer Nuntius in Frankreich. Donna Olimpia Maidalchini und Innozenz X. (Giovanni Battista Pamphilj) waren mit ihm verwandt. Sein Großonkel Kardinal Filippo Antonio Gualterio und sein Urgroßonkel Ludovico Gualtiero Gualtieri waren beide Kardinäle.